# 창립총회
창립총회(創立總會)는 회사 설립을 위해 발기인이 소집하는 상법상 모임을 말한다. 상법은 설립중의 회사의 최고의사결정기관으로 모든 주식인수인이 참여하는 창립총회를 구성하도록 하고, 여기에서 이사와 감사를 선임하도록 하고 있고, 회사성립 이후의 주주총회와 같은 것이기 때문에 제308조 제2항에서는 주주총회에 관한 대부분의 규정을 준용하고 있다. 

## 조문
- 제308조(창립총회) (1) 제305조의 규정에 의한 납입과 현물출자의 이행을 완료한 때에는 발기인은 지체없이 창립총회를 소집하여야 한다.
- 제309조(창립총회의 결의) 창립총회의 결의는 출석한 주식인수인의 의결권의 3분의 2이상이며 인수된 주식의 총수의 과반수에 해당하는 다수로 하여야 한다.